# Felser See
Der Felser See ist ein künstlicher See in Fels am Wagram, Niederösterreich.

## Beschreibung
Der Baggersee liegt in einer ehemaligen Niederung am nördlichen Rand des Tullner Beckens und wird nur durch einen kleinen, knapp vor dem See versiegenden Zufluss gespeist. Nach Beendigung der Schottergewinnung wurde er für die Fischzucht genutzt. Mit dem Projekt Seepark Thürnthal wurden die Anrainergrundstücke um den See in den 2000ern für die private Wohnbebauung erschlossen. Alle Uferstücke befinden sich in Privatbesitz, wodurch der See seither nicht mehr öffentlich zugänglich ist.